# Empresas Copec
Compañia de Petroleos Chile est une entreprise chilienne fondée en 1934, et faisant partie de l'IPSA, le principal indice boursier de la bourse de Santiago du Chili. Empresas Copec est une holding issue du regroupement de plusieurs activités dans le secteur pétrolier et l'industrie du bois, et fait partie du groupe AntarChile, lui-même faisant partie de l'indice IPSA.